# 1 000 kilomètres de Fuji 1992 (Interchallenge)
Navigation
Édition précédente Édition suivante
Les 1 000 kilomètres de Fuji 1992 (officiellement appelé les 1992 All Japan Fuji 1000 km), disputées le 4 octobre 1992 sur le Fuji Speedway, ont été la cinquième manche du Championnat du Japon de sport-prototypes 1992.

## La course

### Classement de la course
Voici le classement officiel au terme de la course,.
- Les premiers de chaque catégorie du championnat du monde sont signalés par un fond jaune.
- Pour la colonne Pneus, il faut passer le curseur au-dessus du modèle pour connaître le manufacturier de pneumatiques.
- Les voitures ne réussissant pas à parcourir 75% de la distance du gagnant sont non classées (NC).

| Pos  | Classe | no  | Écurie                     | Pilotes                                                     | Châssis                      | Pneus | Tours | Temps                      |
| Pos  | Classe | no  | Écurie                     | Pilotes                                                     | Moteur                       | Pneus | Tours | Temps                      |
| ---- | ------ | --- | -------------------------- | ----------------------------------------------------------- | ---------------------------- | ----- | ----- | -------------------------- |
| 1    | LD1    | 7   | Toyota Team TOM'S          | Geoff Lees Jan Lammers                                      | Toyota TS010                 | G     | 224   | 5 h 15 min 59 s 024        |
| 1    | LD1    | 7   | Toyota Team TOM'S          | Geoff Lees Jan Lammers                                      | Toyota RV10 3,5 l V10 Atmo   | G     | 224   | 5 h 15 min 59 s 024        |
| 2    | LD2    | 1   | Nissan Motorsport          | Kazuyoshi Hoshino Toshio Suzuki                             | Nissan R92CP                 | B     | 223   | + 1 tour                   |
| 2    | LD2    | 1   | Nissan Motorsport          | Kazuyoshi Hoshino Toshio Suzuki                             | Nissan VHR35Z 3,5 l V8 Turbo | B     | 223   | + 1 tour                   |
| 3    | LD2    | 36  | Toyota Team TOM'S          | Pierre-Henri Raphanel Masanori Sekiya                       | Toyota 92C-V                 | B     | 222   | + 2 tours                  |
| 3    | LD2    | 36  | Toyota Team TOM'S          | Pierre-Henri Raphanel Masanori Sekiya                       | Toyota R36V 3,6 l V8 Turbo   | B     | 222   | + 2 tours                  |
| 4    | LD2    | 39  | Kitz Racing Team with SARD | Roland Ratzenberger Eddie Irvine Eje Elgh                   | Toyota 92C-V                 | B     | 222   | + 2 tours                  |
| 4    | LD2    | 39  | Kitz Racing Team with SARD | Roland Ratzenberger Eddie Irvine Eje Elgh                   | Toyota R36V 3,6 l V8 Turbo   | B     | 222   | + 2 tours                  |
| 5    | LD2    | 24  | Nissan Motorsport          | Masahiro Hasemi Masahiko Kageyama                           | Nissan R92CP                 | B     | 218   | + 6 tours                  |
| 5    | LD2    | 24  | Nissan Motorsport          | Masahiro Hasemi Masahiko Kageyama                           | Nissan VHR35Z 3,5 l V8 Turbo | B     | 218   | + 6 tours                  |
| 6    | LD2    | 61  | Team Take One              | Hideki Okada Thomas Danielsson (en)                         | Nissan R91CP                 | D     | 218   | + 6 tours                  |
| 6    | LD2    | 61  | Team Take One              | Hideki Okada Thomas Danielsson (en)                         | Nissan VHR35Z 3,5 l V8 Turbo | D     | 218   | + 6 tours                  |
| 7    | LD1    | 5   | Mazdaspeed                 | Takashi Yorino Yojiro Terada                                | Mazda MXR-01                 | D     | 217   | + 7 tours                  |
| 7    | LD1    | 5   | Mazdaspeed                 | Takashi Yorino Yojiro Terada                                | Judd MV10 3,5 l V10 Atmo     | D     | 217   | + 7 tours                  |
| 8    | LD2    | 230 | Pleasure Racing            | Tetsuji Shiratori Masatomo Shimizu Seisaku Suzuki           | Mazda 767B                   | D     | 158   | + 66 tours                 |
| 8    | LD2    | 230 | Pleasure Racing            | Tetsuji Shiratori Masatomo Shimizu Seisaku Suzuki           | Mazda 13J 2,6 l 2-Rotor      | D     | 158   | + 66 tours                 |
| Abd. | LD2    | 27  | FromA Racing               | Mauro Martini Katsutomo Kaneishi (en) Heinz-Harald Frentzen | Nissan R91CK                 | B     | 9     | Accident                   |
| Abd. | LD2    | 27  | FromA Racing               | Mauro Martini Katsutomo Kaneishi (en) Heinz-Harald Frentzen | Nissan VHR35Z 3,5 l V8 Turbo | B     | 9     | Accident                   |
| Np.  | LD2    | 99  | Trust Racing Team          | George Fouché Steven Andskär                                | Toyota 92C-V                 | D     | -     | Accident durant les essais |
| Np.  | LD2    | 99  | Trust Racing Team          | George Fouché Steven Andskär                                | Toyota R36V 3,6 l V8 Turbo   | D     | -     | Accident durant les essais |

## Pole position et record du tour
- Pole position :  Pierre-Henri Raphanel (#36 Toyota Team Tom’s) en 1 min 14 s 161
- Meilleur tour en course :  Jan Lammers (#7 Toyota Team Tom’s) en 1 min 18 s 487

## À noter
- Longueur du circuit : 4,470 km
- Distance parcourue par les vainqueurs : 1 001,280 km